# Karkkila
Karkkila (/ˈkɑrkːilɑ/), hay Högfors trong tiếng Thụy Điển) là một đô thị của Phần Lan.
Đô thị này tọa lạc tại tỉnh Nam Phần Lan trong vùng Uusimaa. Đô thị này có dân số 8.802 (ngày 31 tháng 12 năm 2004)với diện tích là 255,41 km² trong đó có 12,68 km² là diện tích mặt nước. Mật độ dân số là 36,26 người trên mỗi km².
Đô thị này chỉ sử dụng tiếng Phần Lan.
Karkkila là quê hương của Markku Uusipaavalniemi.